# Pripoare (okręg Marusza)
Pripoare – wieś w Rumunii, w okręgu Marusza, w gminie Sânger. W 2011 roku liczyła 51 mieszkańców.